# Cinnyris rockefelleri
El suimanga de Rockefeller (Cinnyris rockefelleri) es una especie de ave paseriforme de la familia Nectariniidae endémica de la región de los Grandes Lagos de la República Democrática del Congo.

## Descripción
El suimanga de Rockefeller mide alrededor 12 cm de largo, un tamaño grande en comparación con otros suimangas, y tiene un largo pico negro curvado hacia abajo. Los machos presentan iridiscencias verdes y azules en la cabeza, el cuello, la espalda y la cola y sus alas son de color gris oscuro. Su pecho es de color rojo escarlata que se va difuminando hasta el color anteado del vientre. Su zona perianal vuelve a ser roja y tienen algo de amarillo en los flancos. Las hembras presentan coloraciones más discretas: verde grisáceas en las partes superiores y verde amarillentas en las inferiores.

## Distribución y hábitat
Se encuentra únicamente en los bosques y matorrales tropicales de las montañas al oeste de los lagos Kivu y Tanganica. Está amenazado por la pérdida de hábitat.